# Игор Лугоњић
Игор Лугоњић (Београд, 3. мај 1977) је српски фолк певач, и син певача Рикија Лугоњића. Издао је четири музичка албума, и најпознатији је по песмама Конобару врати паре и Поправи ми расположење.

## Дискографија

### Албуми
- Тренутак раја (1997, Зам, Вујин трејд)
- Опет ме је звала (1998, Зам, Вујин трејд)
- Поправи расположење (2000, ЗАМ, Зам плус)[3]
- Луде године (2001, Гранд продакшн)